# Nate Archibald
Nathaniel Archibald VanderBilt é um personagem de ficção da série de livros Gossip Girl de Cecily Von Ziegesar, é interpretado por Chace Crawford na série de tv.

## Personagem
Nathaniel Archibald é um jogador de lacrosse na escola da elite para o St. Jude's Boys. Sua mãe, a Sra. Archibald, é uma socialite francesa, e seu pai, o capitão Archibald, é um ex-capitão da Marinha e um rico banqueiro. Seus amigos são Anthony Avuldsen, Charlie Dern,Jeremy Scott, e seus melhores amigos desde a infância são Serena van der Woodsen,Chuck Bass,e Blair Waldorf, que também era sua namorada. Porém Dan Humprhey virou um de seus melhores amigos ao longo da série.
Sua família reside em uma casa senhorial do Park Avenue, na exclusiva Upper East Side de Manhattan, em Nova York, e a família de sua mãe, a socialite francesa, é dona de um palácio de verão, em Nice. Ele é um fã de vela como o pai, e queria fazer isso em vez de ir a Yale com Blair, apesar de ter manifestado interesse em ir a universidade de Brown. No final da série ele navega ao redor do mundo com um amigo de seu pai, o capitão Chips Branco para evitar que se entre Blair e Serena de novo.

## Diferenças da serie e dos livros
- Nos livros, ele tem uma grande relação amorosa com Jenny enquanto na série, ela não passa de uma semana. Nos livros ele é viciado em maconha e na série, é seu pai que é viciado em cocaína.
- No livro, seu pai é só um ex capitão da Marinha que vive as custas da esposa. Na série ele é rígido com o filho, ensina a Nate boas maneiras, tem vários negócios alem de manter seus barcos no Maine, ensina a Nate como velejar. Nate construiu um barco chamado Charlotte, em homenagem à avó, onde sai várias vezes para passear com Blair e passar as férias com ela. Mantem o bronzeado impecável por sempre estar velejando, e tem os olhos verdes esmeralda enquanto na série, ele tem olhos azuis, é todo certinho e não sai de Nova York.
- Na série, ele chega a namorar Vanessa Abrams, nos livros eles mal se conhecem.
- Nos livros Nate e Georgina Sparks namoram por um breve período.
- Nos livros ele e Serena tiveram relações sexuais na casa de Nate e a ocasião foi chamada de "Mar Vermelho", pois os dois assistiram uma matéria sobre isso na TV, enquanto estão deitados na cama. Já na série, é num bar, enquanto Blair estava no casamento da tia.
- Nos livros, ele tira a virgindade de Serena (e perde a sua), Blair e Jenny.Na série, é ele que perde a virgindade com Serena.
- No início da série ele é bastante indeciso entre Blair e Serena, enquanto nos livros ele ama as duas e não consegue escolher qual delas. Apesar disso é visível que ele fique muito mais feliz quando está com Blair,e sempre vai atrás dela quando está sem rumo, o que é evidente em todos os livros da série, com foco em 'I will always love you'.
- Ele é personagem principal na série e nos livros, apesar de ter sido um pouco ofuscado por Chuck Bass na série.

## Relacionamentos Amorosos na Série
- Blair Waldorf
- Jenny Humphrey
- Vanessa Abrams
- Serena van der Woodsen
- Juliet Sharp
- Raina Thorpe
- Diana Payne
- Ivy Dickens
- Charlie Rhodes
- Catherine
- Sage Spence